# 相良頼基
相良 頼基（さがら よりもと）は、肥後国人吉藩の第15代（最後）の藩主。

## 生涯
天保12年（1841年）5月12日、第13代藩主・相良頼之の隠居後にその四男として生まれる。安政2年（1855年）に兄で第14代藩主の長福が死去した。長福には実子の頼紹がいたが幼少のため、同年12月26日、弟である頼基が養子となって家督を継いだ。安政3年12月16日（1857年）、従五位下・越前守に叙任する。
この頃、人吉藩では西洋式軍隊の導入の必要性を感じ、松本了一郎を起用してオランダ式の軍制改革に乗り出した。了一郎の一派は佐幕であり洋式派と呼ばれた。一方、江戸時代初期からの伝統である山鹿流軍制を守ろうとする家老・新宮行蔵らは勤王派であった。こうした軍制と政治の対立があったが、文久2年（1862年）2月7日夜に人吉藩の武器庫が焼失したことを契機に、洋式派は古きを復活させるより新しきを目指すべきとして頼基に提言して認められ、洋式派が優勢となり、薩摩藩から5000両を借用するなどしてオランダ式軍制への改革が推進された。
ところが慶応元年（1865年）、了一郎が頼基を廃して、本来の正統な藩主である頼紹を擁立しようとする陰謀があるという噂が流れ出す。この真偽は定かではないが、これに反発した勤王派は9月25日に了一郎らを襲撃し、洋式派14人を上意討ちにし、逆に勤王派が主導権を掌握した。その後、山鹿流、オランダ式とも廃止され、薩摩藩よりイギリス式軍制が導入された。一連の騒動から藩内の改革が立ち遅れることとなり、慶応4年（1868年）の戊辰戦争でも、薩摩藩と協力して会津藩攻撃に加わる程度にとどまった。
明治2年（1869年）6月22日、版籍奉還により知藩事となり、明治4年（1871年）7月14日の廃藩置県で免官され、人吉県令となった。11月に人吉県は八代県に合併し、職を離れた。明治8年（1875年）5月22日、家督を養子の頼紹に譲り隠居し、明治18年（1885年）6月30日に死去した。享年45。

## 系譜
父母
- 相良頼之（実父）
- 慶寿院（実母） - 側室（頼之の侍女)。
- 相良長福（養父）

正室、継室
- 栄姫 - 上杉斉憲の娘（正室）
- 永 - 徳大寺公純の娘（継室）

側室
- 嶋田金 - 嶋田清助の娘
- 菊岡美津 - 菊岡福太郎の養女

子女
- 相良元三郎
- 相良豊寿丸
- 相良虎若
- 相良頼綱（四男） 生母は金、相良頼紹の養子。
- 相良基孝（五男） 生母は美津
- 島津久賢（六男） 島津健の養子。
- 相良基式（七男）
- 弘子（次女） - 京極高備正室
- 於寿々

養子
- 相良頼紹 - 相良長福の長男